# Dešťová hůl

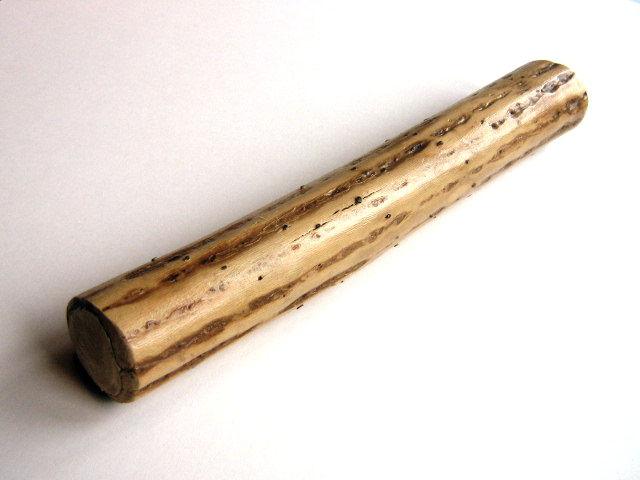
Kaktusová dešťová hůl

Dešťová hůl (anglicky rainstick) je exotický perkusní hudební nástroj. Konstrukčně jde o dutou dřevěnou hůl, která má uvnitř spirálovitě umístěné přepážky a množství semen nebo drobných kamínků. Při naklánění hole se obsah přesypává z jednoho konce na druhý a vyluzuje tak zvuk podobný šumění deště. Nástroj často bývá pestře zdoben. Pochází od původních obyvatel Ameriky, kteří jej vyráběli z dutých kaktusů plněných semínky a užívali jako ceremoniální nástroj.